# Дзвіниця Трьохсвятительської церкви (Київ)
Дзвіни́ця Трьохсвяти́тельської це́ркви — втрачена дзвіниця православної Трьохсвятительської церкви Києва, збудована у 1904 і зруйнована у 1929 році. Розташовувалася праворуч від будинку № 4 по вулиці Десятинній, на місці брами службового в'їзду до будівлі Міністерства закордонних справ України.

## Історія
У 1900 році купець Борис Орлов, домовласник одного з будинків по сучасній Десятинній вулиці запропонував побудувати при Трьохсвятительській церкві, що стояла поруч, муровану дзвіницю та виділив на це кошти. Архітектор Володимир Ніколаєв склав проєкт дзвіниці, однак його узгодження тривало кілька років. Причина була в тому, що Трьохсвятительска церква розташовувалася у глибині кварталу, а дзвіниця мала постати на червоній лінії забудови вулиці, поряд із нещодавно зведеним корпусом 2-го жіночого єпархіального училища. Керівництво училища постійно робило численні зауваження щодо проєкту будівництва, тому дзвіниця була зведена лише 1904 року.
Це була двоярусна мурована споруда, з нетинькованими стінами, прикрашеними відкритим муруванням із характерної для київських будівель сіро-жовтої цегли. В архітектурі дзвіниці поєднувалися елементи псевдоросійського стилю (цегляне декорування стін, зокрема, кокошники на першому ярусі) та українського бароко (грушоподібна, а не цибуляста баня на масивному барабані). Пізніше, вже за радянських часів, Федір Ернст описав цю будівлю як «виїмково незграбну».
1929 року дзвіницю Трьохсвятительської церкви розібрали, а через 6 років знесли і власне церкву. Одеська кінофабрика зафіксувала знесення дзвіниці в одному з епізодів свого «Кіножурналу» під назвою «Церкву Трьох святителів, за вимогами робітників — на цеглу».